# اقتصاد سوئد
اقتصاد سوئد یک اقتصاد توسعه‌یافته صادرات محور است که چوب، انرژی آبی و سنگ آهن به آن کمک می‌کند. این‌ها پایه منابع اقتصادی را تشکیل می‌دهند که جهت‌گیری آن به سوی تجارت خارجی است. صنایع اصلی شامل وسیله موتوری، مخابرات، داروی شیمیایی، ماشین‌های صنعتی، ابزار دقیق، کالاهای شیمیایی، کالاهای خانگی جنگل‌داری، آهن و فولاد است. سوئد که به‌طور صنعتی یک اقتصاد کشاورزی بوده که بیش از نیمی از نیروی کار داخلیش مشغول در آن بوده‌اند، امروزه صنایع مهندسی، معدنی، فولاد و خمیر کاغذ توسعه یافته‌ای دارد که در سطح بین‌المللی رقابتی اند، و شاهد آن شرکت‌هایی چون اریکسون، ASEA /گروه آب‌ب، اس‌کااف، آلفا لاوال، آگ آ، و داینو نوبل هستند.
سوئد یک اقتصاد مختلط رقابتیست که ویژگی آن یک دولت رفاه دست و دلباز همگانی است که بودجه اش از مالیات بر درآمد نسبتاً بالایی تأمین می‌شود که تضمین می‌کند درآمد در سرتاسر جامعه توزیع می‌شود، مدلی که گاهی از آن به مدل نوردیک تعبیر می‌شود. در حدود ۹۰٪ از همهٔ منابع و شرکت‌های در مالکیت خصوصی هستند، و اقلیتی ۵٪ ای در مالکیت دولت و ۵٪ دیگر یا تعاونی‌های مصرف یا تولید هستند.